# Station Sitno
Station Sitno is een spoorwegstation in de Poolse plaats Sitno.